# 맬 모스
찰스 맬컴 모스(영어: Charles Malcolm Moss, 1905년 4월 18일~1983년 2월 6일)는 미국의 프로 야구 선수이자 변호사이다. 1930년에 투수로 메이저 리그 베이스볼(MLB)의 시카고 컵스에서 12경기를 뛰었다. 인디애나주 설리번에서 출생했으며, 좌투우타이며 183cm(6피트)와 79kg(175파운드)의 체격을 지녔다. 1927년에 밴더빌트 대학교를 졸업했으며, 1930년에 시카고 대학교에서 법무박사 학위를 취득했다.
1927년부터 1932년까지 프로 선수 생활을 했다. 메이저 리그에서는 승패를 기록하지 못했고 한 차례 세이브와 두 차례 경기의 마지막 투수로 나섰다. 1930년 7월 5일 포브스 필드에서 치러진 피츠버그 파이리츠와의 경기에서 선발투수로 나서 4+1⁄3이닝 동안 6피안타, 3볼넷, 3자책을 기록했다. 타석에서는 3타수 2안타 2타점을 기록했으며, 팀이 10–3으로 리드한 상황에서 마운드를 내려왔다. 하지만 선발투수로서 5이닝을 채우지 못해 승리를 따내지는 못했다. 승리 투수는 이후 등판해 경기를 무실점으로 막은 구원 투수 밥 오스번에게 돌아갔다.
메이저 리그 통산 12경기에 출전해 18+2⁄3이닝 동안 18피안타, 14볼넷, 13자책점, 4삼진, 평균자책점(ERA) 6.27을 기록했다. 타석에서는 11타수 동안 3개의 1루타와 2타점, 타율 .273을 기록했다.
야구계에서 은퇴한 뒤에는 시카고에서 변호사로 일했다. 1983년 2월 6일 조지아주 서배너에서 77세의 나이로 세상을 떠났다.